# 바틀리역

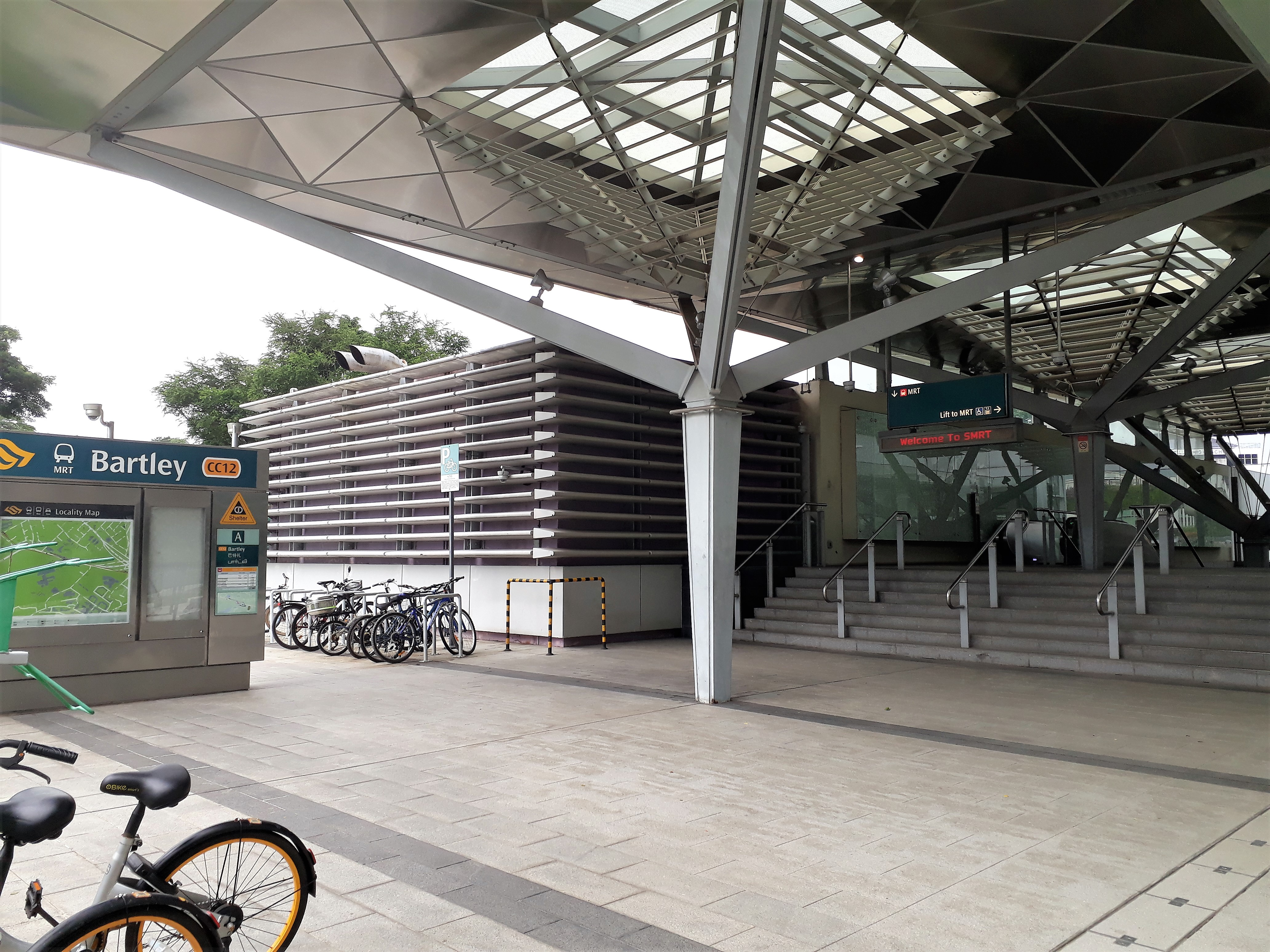

바틀리역(Bartley MRT station)은 싱가포르 세랑군(Serangoon)과 토아파요(Toa Payoh) 계획 지역의 경계에 위치한 서클선 3단계의 지하 MRT(Mass Rapid Transit) 역이다.
하우 썬 부동산, 마리스 스텔라 고등학교, 라마크리슈나 미션 싱가포르 근처 바틀리로드를 따라 위치한 이 역은 세랑군 애비뉴 1을 따라 있는 주거 단지와 곧 건설될 비다다리 단지에 서비스를 제공한다.